# 沙桥镇
沙桥镇，是中华人民共和国云南省楚雄彝族自治州南华县下辖的一个乡镇级行政单位。

## 行政区划
沙桥镇下辖以下地区：
沙桥村、金竹林村、索厂村、田心村、山场村、向阳村、小古山村、大冲村、石星村、小河冲村、新华村、天申堂村、石桥河村、于栖么村、米垭井村、三河底村、阿咪期苴村、松树地村和瓦黑井村。